# Herbeuval
Herbeuval est une commune française, située dans le département des Ardennes en région Grand Est.

## Géographie

### Communes limitrophes
|                    | Villers-devant-Orval | Margny (Ardennes) |
| Sapogne-sur-Marche | Herbeuval            |                   |
| Signy-Montlibert   | Thonne-le-Thil       | Breux (Meuse)     |

L'abbaye d'Orval, célèbre pour son histoire, son cadre... et sa bière, se trouve à 3 km au nord du village

### Hydrographie
La commune est dans le bassin versant de la Meuse au sein du bassin Rhin-Meuse. Elle est drainée par le ruisseau de Chelvaux et le ruisseau d'Herbeuval, appelé localement "la Suquette",.

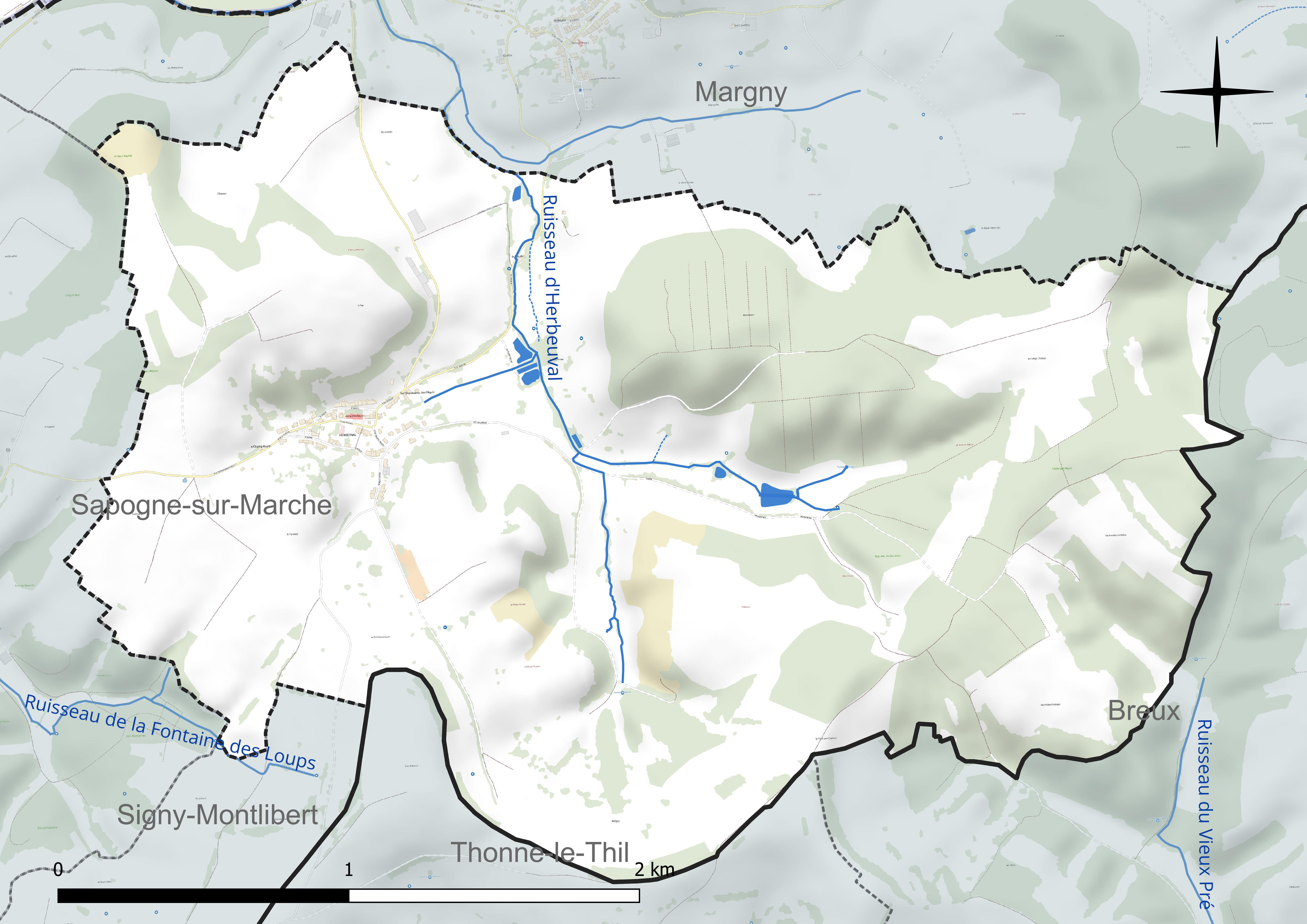
Réseau hydrographique d'Herbeuval.

### Climat
Pour des articles plus généraux, voir Climat du Grand Est et Climat des Ardennes.
En 2010, le climat de la commune est de type climat de montagne, selon une étude du Centre national de la recherche scientifique s'appuyant sur une série de données couvrant la période 1971-2000. En 2020, Météo-France publie une typologie des climats de la France métropolitaine dans laquelle la commune est dans une zone de transition entre le climat océanique altéré et le climat océanique altéré et est dans la région climatique Lorraine, plateau de Langres, Morvan, caractérisée par un hiver rude (1,5 °C), des vents modérés et des brouillards fréquents en automne et hiver.
Pour la période 1971-2000, la température annuelle moyenne est de 9,7 °C, avec une amplitude thermique annuelle de 16,1 °C. Le cumul annuel moyen de précipitations est de 1 015 mm, avec 14 jours de précipitations en janvier et 9,5 jours en juillet. Pour la période 1991-2020, la température moyenne annuelle observée sur la station météorologique de Météo-France la plus proche, « Linay », sur la commune de Linay à 8 km à vol d'oiseau, est de 10,4 °C et le cumul annuel moyen de précipitations est de 969,0 mm. 
La température maximale relevée sur cette station est de 42 °C, atteinte le 25 juillet 2019 ; la température minimale est de −24 °C, atteinte le 9 janvier 1985,,.
Les paramètres climatiques de la commune ont été estimés pour le milieu du siècle (2041-2070) selon différents scénarios d'émission de gaz à effet de serre à partir des nouvelles projections climatiques de référence DRIAS-2020. Ils sont consultables sur un site dédié publié par Météo-France en novembre 2022.

## Urbanisme

### Typologie
Au 1er janvier 2024, Herbeuval est catégorisée commune rurale à habitat dispersé, selon la nouvelle grille communale de densité à 7 niveaux définie par l'Insee en 2022.
Elle est située hors unité urbaine et hors attraction des villes,.

### Occupation des sols
L'occupation des sols de la commune, telle qu'elle ressort de la base de données européenne d’occupation biophysique des sols Corine Land Cover (CLC), est marquée par l'importance des territoires agricoles (63,3 % en 2018), une proportion identique à celle de 1990 (63,3 %). La répartition détaillée en 2018 est la suivante : 
prairies (50 %), forêts (36,7 %), zones agricoles hétérogènes (8,7 %), terres arables (4,6 %). L'évolution de l’occupation des sols de la commune et de ses infrastructures peut être observée sur les différentes représentations cartographiques du territoire : la carte de Cassini (XVIIIe siècle), la carte d'état-major (1820-1866) et les cartes ou photos aériennes de l'IGN pour la période actuelle (1950 à aujourd'hui).

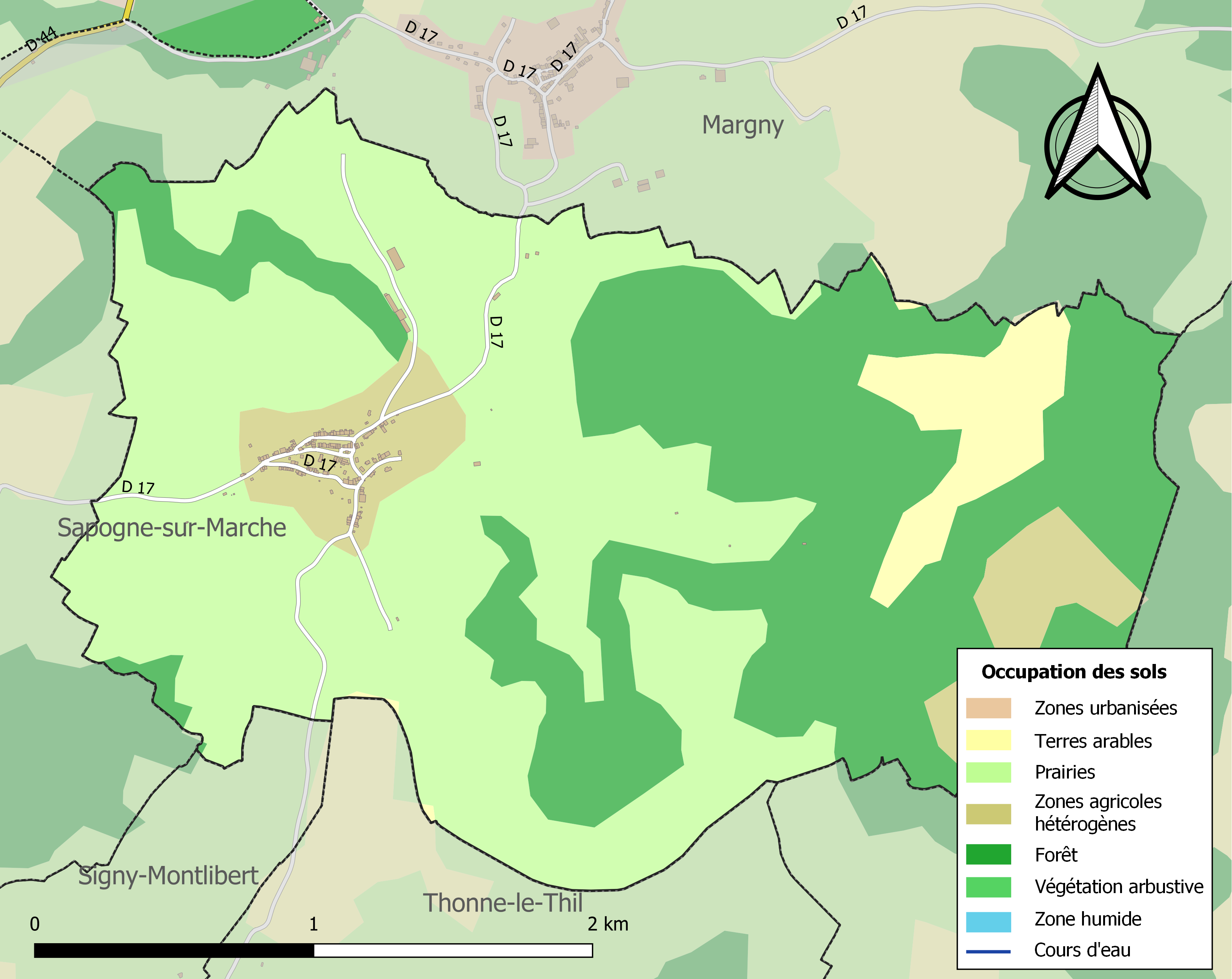
Carte des infrastructures et de l'occupation des sols de la commune en 2018 (CLC).

## Toponymie
Principaux lieux-dits : le Village, le Moulin, les Fontaines Jabelet et le Loup, Trémont, Richamont, Plémont, le Fayet, le Tremblois, le Chêne des Hauts, Petites et Grandes Fortelles, les Longs Champs, les Noues (vallons) de Breux, Protin, Loreau, le Mouton, Gratte-cul, etc.

## Histoire
Le territoire d'Herbeuval a fait partie successivement de la cité des Trévires, puis de la Belgique première, de l'Austrasie, de la Lotharingie et de l'empire germanique. Si divers éléments permettent de considérer que la vallée a été occupée pendant cette période par des habitations isolées, il n'a pas été trouvé de vestiges permettant de dater correctement les quelques trouvailles mentionnées dans divers documents du XIXe siècle.
La première mention du vocable « Herbeuval » apparaît dans un document daté d'entre 1196 et 1200. il s'agit d'un hommage du comte Louis IV de Chiny au monastère de Saint-Ouen de Rouen, en tant qu'avoué du prieuré de Vaux les Moines (situé sur la commune de Signy-Monlibert voisine d'Herbeuval), qui indique "Si le nouveau village d'Herbeuval a la moindre de ses parties située sur le territoire des religieux, ceux-ci auront le tiers des revenus du moulin et nous les deux autres tiers".  La création du village en tant que "ville neuve" organisée date donc du début du 13e siècle. Son territoire a été constitué à partir de ceux des villages voisins préexistants : Margny, Sapogne et peut-être Breux. Le moulin créé à la même époque a été donné par le comte de Chiny Louis V à l'abbaye d'Orval en 1268.
La suite de l'histoire du village est peu documentée, juste quelques mentions, par exemple dans le cartulaire d'Orval. Comme les villages alentour, Herbeuval a  dépendu, après les comtes de Chiny, du comté - puis duché - de Luxembourg, du duché de Bourgogne, puis du royaume d'Espagne avant d'être rattaché au royaume de France par le traité des Pyrénées.
Sur le plan religieux, Herbeuval était desservie par le curé de Sapogne et dépendait, jusqu'au Concordat de 1801, de l'archevêque de Trèves.

## Politique et administration

### Liste des maires
| Période                                  | Période                   | Identité                                      | Étiquette | Qualité                |
| ---------------------------------------- | ------------------------- | --------------------------------------------- | --------- | ---------------------- |
| 1945                                     | 1947                      | Lucien Lambert                                |           |                        |
| 1947                                     | 1953                      | Edmond Brocard                                |           | Agriculteur            |
| 1953                                     | 1971                      | Lucien Théodore                               |           |                        |
| 1971                                     | 2001                      | Jean Valentin                                 |           | Agriculteur            |
| mars 2001                                | En cours (au 23 mai 2020) | Franck Jullien Réélu pour le mandat 2020-2026 |           | Agriculteur exploitant |
| Les données manquantes sont à compléter. |                           |                                               |           |                        |

## Démographie
L'évolution du nombre d'habitants est connue à travers les recensements de la population effectués dans la commune depuis 1793. Pour les communes de moins de 10 000 habitants, une enquête de recensement portant sur toute la population est réalisée tous les cinq ans, les populations de référence des années intermédiaires étant quant à elles estimées par interpolation ou extrapolation. Pour la commune, le premier recensement exhaustif entrant dans le cadre du nouveau dispositif a été réalisé en 2007.

En 2022, la commune comptait 124 habitants, en évolution de +6,9 % par rapport à 2016 (Ardennes : −2,97 %, France hors Mayotte : +2,11 %).
| 1793 | 1800 | 1806 | 1821 | 1831 | 1836 | 1841 | 1846 | 1851 |
| ---- | ---- | ---- | ---- | ---- | ---- | ---- | ---- | ---- |
| 325  | 301  | 334  | 331  | 351  | 406  | 404  | 418  | 446  |

| 1866 | 1872 | 1876 | 1881 | 1886 | 1891 | 1896 | 1901 | 1906 |
| ---- | ---- | ---- | ---- | ---- | ---- | ---- | ---- | ---- |
| 423  | 396  | 390  | 360  | 359  | 356  | 368  | 345  | 333  |

| 1911 | 1921 | 1926 | 1931 | 1936 | 1946 | 1954 | 1962 | 1968 |
| ---- | ---- | ---- | ---- | ---- | ---- | ---- | ---- | ---- |
| 293  | 263  | 251  | 235  | 236  | 187  | 189  | 161  | 140  |

| 1975 | 1982 | 1990 | 1999 | 2006 | 2007 | 2012 | 2017 | 2022 |
| ---- | ---- | ---- | ---- | ---- | ---- | ---- | ---- | ---- |
| 110  | 91   | 77   | 79   | 81   | 81   | 105  | 121  | 124  |

## Culture locale et patrimoine

### Lieux et monuments
- Église Saint-Michel d'Herbeuval. Église construite dans les années 1880 en remplacement de l'église antérieure située au milieu du cimetière et qui datait des années 1690.
- Statue du monument aux morts représentant l'archange Michel portant une couronne dans ses mains les bras levés au ciel.

### Héraldique
| Blason de Herbeuval | Blason  | D'argent au fer de moulin de gueules et à la champagne ondée d'azur, chaussé de sinople chargé de deux lettres capitales cursives T d'argent. |
| Blason de Herbeuval | Détails | Le statut officiel du blason reste à déterminer.                                                                                              |